# 华帝股份
华帝股份（深交所：002035），是一家制造燃气灶具、热水器、抽油烟机等家用设备的企业。

## 历史
其成立于1992年，总部位于中华人民共和国广东省中山市。
2004年9月，华帝股份在深交所上市，是中山首家上市的非公企业。
2012年12月，华帝收购百得厨卫。